# Guaraní (ort i Argentina)
Guaraní är en ort i Argentina.   Den ligger i provinsen Misiones, i den nordöstra delen av landet, 800 km norr om huvudstaden Buenos Aires. Guaraní ligger 359 meter över havet och antalet invånare är 4 530.
Terrängen runt Guaraní är huvudsakligen platt. Guaraní ligger uppe på en höjd. Närmaste större samhälle är Oberá, 5,7 km nordost om Guaraní.
I omgivningarna runt Guaraní växer huvudsakligen savannskog. Runt Guaraní är det ganska tätbefolkat, med 67 invånare per kvadratkilometer.